# Riccardo Cucciolla
Riccardo Cucciolla est un acteur italien né le 5 septembre 1924 à Bari, dans les Pouilles, et mort à Rome le 17 septembre 1999.

## Biographie
Riccardo Cucciolla reste connu pour son rôle de Nicola Sacco dans le film Sacco et Vanzetti.

## Filmographie

### Au cinéma
- 1953 : Un dimanche romain (La domenica della buona gente) d'Anton Giulio Majano : Cesco
- 1954 : Le Séducteur (Il seduttore) de Franco Rossi : Racca
- 1957 : Rascel-Fifì (it), de Guido Leoni : Undici
- 1964 : L'Amour primitif (L'amore primitivo), de Luigi Scattini : Narrateur
- 1965 : Marcher ou mourir (Italiani brava gente), de Giuseppe De Santis : Sanna
- 1965 : Une fille qui mène une vie de garçon (La Bugiarda), de Luigi Comencini
- 1967 : Le Carnaval des truands (Ad ogni costo), de Giuliano Montaldo : Agostino Rossi
- 1967 : I sette fratelli Cervi de Gianni Puccini : Gelindo Cervi
- 1968 : Rome comme Chicago (Roma come Chicago), d'Alberto De Martino : Commissaire Pascuttini
- 1968 : La Révolution sexuelle (La Rivoluzione sessuale), de Riccardo Ghione : Emilio Missiroli
- 1969 : Perversion Story (Una sull'altra), de Lucio Fulci : Benjamin Wormser
- 1971 : Un apprezzato professionista di sicuro avvenire, de Giuseppe De Santis : Nicola Perella
- 1971 : Sacco et Vanzetti (Sacco e Vanzetti), de Giuliano Montaldo : Nicola Sacco
- 1971 : Nous sommes tous en liberté provisoire (L'Istruttoria è chiusa: dimentichi), de Damiano Damiani : Pesenti
- 1971 : Seuls les oiseaux volent en liberté (Siamo tutti in libertà provvisoria) de Manlio Scarpelli: Mario De Rossi
- 1972 : Les Maffiosi (La violenza: Quinto potere), de Florestano Vancini : Professeur Salemi
- 1972 : Un flic, de Jean-Pierre Melville : Paul Weber
- 1972 : Incensurato, provata disonestà, carriera assicurata, cercasi, de Marcello Baldi : Commissaire
- 1973 : Ce cochon de Paolo (Paolo il caldo), de Marco Vicario : le père de Paolo
- 1973 : Considérons l'affaire comme terminée (No il caso è felicemente risolto) de Vittorio Salerno : Professeur Eduardo Ranieri
- 1973 : 24 ore... non un minuto di più, de Franco Bottari : Ministre Handras
- 1973 : Il Delitto Matteotti, de Florestano Vancini : Antonio Gramsci
- 1974 : Cani arrabbiati, de Mario Bava : Riccardo
- 1974 : Le Hasard et la Violence, de Philippe Labro : Dr Puget
- 1974 : L'Initiatrice (Cugini carnali), de Sergio Martino : Celio D'Altamura
- 1974 : Borsalino & Co., de Jacques Deray : Volpone
- 1975 : Il fratello (it), de Massimo Mida (it)
- 1975 : La Ligne du fleuve (La linea del fiume), d'Aldo Scavarda : Dr Roder
- 1975 : Le Dernier Jour d'école avant les vacances de Noël  (L'ultimo giorno di scuola prima delle vacanze di Natale), de Gian Vittorio Baldi : Ambro
- 1975 : Face d'espion CIA (Faccia di spia) de Giuseppe Ferrara: Giuseppe Pinelli
- 1975 : Il pleut sur Santiago, de Helvio Soto : Olivares
- 1976 : Passion violente (Dedicato a una stella), de Luigi Cozzi : père de Stella
- 1976 : Pronto ad uccidere, de Franco Prosperi : Commissaire Sacchi
- 1977 : Antonio Gramsci: i giorni del carcere
- 1979 : Turi e i Paladini : Don Saverio
- 1981 : Nella città perduta di Sarzana
- 1984 : Il ragazzo di Ebalus
- 1985 : The Assisi Underground, d'Alexander Ramati : Luigi Brizzi
- 1986 : Una casa in bilico
- 1987 : Il coraggio di parlare (it) : Don Carmelo Fiorillo
- 1988 : Il segreto dell'uomo solitario
- 1989 : Vanille fraise, de Gérard Oury : Andreani
- 1991 : Pizza Colonia : Massimo Serboli
- 1993 : In Calabria (it) : Narrateur
- 1994 : La Dernière carte (L'Affaire) : Van Doude
- 1996 : Le Montreur de Boxe - Lucky Punch, de Dominique Ladoge : Zipolino
- 1997 : Brat naszego Boga (pl) : le moine

### À la télévision
- 1959 : L'Isola del tesoro (it) : Joyce
- 1960 : Tenente Sheridan: Rapina al grattacielo : Paul
- 1961 : La Trincea : Narrateur
- 1966 : François d'Assise (Francesco d'Assisi), téléfilm de Liliana Cavani
- 1967 : Il Processo di Savona
- 1968 : La Fantarca : Le speaker
- 1969 : Intolerance: il caso Liuzzo
- 1980 : Sophia Loren (Sophia Loren: Her Own Story) : Domenico
- 1982 : Marco Polo
- 1986 : Affari di famiglia : Tiberi
- 1987 : La Vallée des espoirs de Jean-Pierre Marchand (téléfilm)
- 1987 : L'Énigmatique Monsieur S. (Tout est dans la fin) : Chapondeau
- 1989 : Les Dossiers secrets de l'inspecteur Lavardin - téléfilm : Maux croisés de Claude Chabrol : Serge Orzyck
- 1992 : Die Ringe des Saturn : Saturn
- 1993 : Le Château des oliviers : Jules Campredon
- 1994 : Nemici intimi : Guido Dieci
- 1996 : Blinde Augen klagen an
- 1997 : Il Nostro piccolo angelo : l'étranger
- 1999 : Morte di una ragazza perbene : Prof. Giussani

## Récompenses et distinctions
- Prix d'interprétation masculine au Festival de Cannes 1971 pour Sacco et Vanzetti de Giuliano Montaldo